# Liste der Ortsteile im Schwalm-Eder-Kreis
Die Liste der Ortsteile im Schwalm-Eder-Kreis enthält alle Orts-/Stadtteile und die Gemeinden/Städte auf dem Gebiet des heutigen Schwalm-Eder-Kreises. Kursiv geschriebene Namen sind die Gemeinden. Fett geschriebene Namen sind Städte. In die Liste sollen auch Domänen, Weiler und Einöden aufgenommen werden. 

## A
1. Adelshausen (zu Melsungen)
2. Albshausen (zu Guxhagen)
3. Allendorf an der Landsburg (zu Schwalmstadt)
4. Allendorf (zu Frielendorf)
5. Allmuthshausen (zu Homberg)
6. Altenbrunslar (zu Felsberg)
7. Altenburg (zu Felsberg)
8. Altmorschen (zu Morschen)
9. Appenfeld (zu Knüllwald)
10. Appenhain (zu Gilserberg)
11. Arnsbach (zu Borken)
12. Ascherode (zu Schwalmstadt)
13. Asterode (zu Neukirchen)

## B
1. Bad Zwesten
2. Beiseförth (zu Malsfeld)
3. Domäne Bellnhausen (zu Gilserberg)
4. Berge (zu Homberg)
5. Bergheim (zu Spangenberg)
6. Berndshausen (zu Knüllwald)
7. Besse (zu Edermünde)
8. Betzigerode (zu Bad Zwesten)
9. Beuern (zu Felsberg)
10. Binsförth (zu Morschen)
11. Bischhausen (zu Neuental)
12. Bischofferode (zu Spangenberg)
13. Böddiger (zu Felsberg)
14. Borken
15. Büchenwerra (zu Guxhagen)

## C
1. Cappel (zu Fritzlar)
2. Caßdorf (zu Homberg)
3. Christerode (zu Neukirchen)

## D
1. Dagobertshausen (zu Malsfeld)
2. Densberg (zu Jesberg)
3. Deute (zu Gudensberg)
4. Dickershausen (zu Homberg)
5. Dillich (zu Borken)
6. Dissen (zu Gudensberg)
7. Dittershausen (zu Schwalmstadt)
8. Dorheim (zu Neuental)
9. Dorla (zu Gudensberg)

## E
1. Edermünde
2. Elbersdorf (zu Spangenberg)
3. Elfershausen (zu Malsfeld)
4. Ellenberg (zu Guxhagen)
5. Ellingshausen (zu Knüllwald)
6. Elnrode-Strang (zu Jesberg)
7. Empfershausen (zu Körle)
8. Ermetheis (zu Niedenstein)
9. Eubach (zu Morschen)

## F
1. Falkenberg (zu Wabern)
2. Felsberg
3. Florshain (zu Schwalmstadt)
4. Frankenhain (zu Schwalmstadt)
5. Freudenthal (zu Borken)
6. Friedigerode (zu Oberaula)
7. Frielendorf
8. Fritzlar

## G
1. Gebersdorf (zu Frielendorf)
2. Geismar (zu Fritzlar)
3. Gensungen (zu Felsberg)
4. Gilsa (zu Neuental)
5. Gilserberg
6. Gut Gilserhof (zu Borken)
7. Gleichen (zu Gudensberg)
8. Gombeth (zu Borken)
9. Görzhain (zu Ottrau)
10. Grebenau (zu Guxhagen)
11. Grebenhagen (zu Schwarzenborn)
12. Grifte (zu Edermünde)
13. Großenenglis (zu Borken)
14. Großropperhausen (zu Frielendorf)
15. Gudensberg
16. Gungelshausen (zu Willingshausen)
17. Günsterode (zu Melsungen)
18. Guxhagen

## H
1. Haarhausen (zu Borken)
2. Haddamar (zu Fritzlar)
3. Haldorf (zu Edermünde)
4. Harle (zu Wabern)
5. Hauptschwenda (zu Neukirchen)
6. Hausen (zu Knüllwald)
7. Hausen (zu Oberaula)
8. Hebel (zu Wabern)
9. Heimbach (zu Gilserberg)
10. Heckenhausen (Wüstung, zu Borken)
11. Heina (zu Morschen)
12. Helmshausen (zu Felsberg)
13. Herboldshausen (Wüstung, zu Borken)
14. Hergetsfeld (zu Knüllwald)
15. Herlefeld (zu Spangenberg)
16. Hesserode (zu Felsberg)
17. Heßlar (zu Felsberg)
18. Hilgershausen (zu Felsberg)
19. Holzburg (zu Schrecksbach)
20. Holzhausen (zu Edermünde)
21. Holzhausen (zu Homberg)
22. Holzheim (Wüstung zu Fritzlar)
23. Homberg
24. Hombergshausen (zu Homberg)
25. Hülsa (zu Homberg)
26. Hundshausen (zu Jesberg)

## I
1. Ibra (zu Oberaula)
2. Immichenhain (zu Ottrau)
3. Itzenhain (zu Gilserberg)

## J
1. Jesberg

## K
1. Karlskirchen (Wüstung zu Gudensberg)
2. Kehrenbach (zu Melsungen)
3. Kerstenhausen (zu Borken)
4. Kirchberg (zu Niedenstein)
5. Kirchhof (zu Melsungen)
6. Kleinenglis (zu Borken)
7. Kleinropperhausen (zu Ottrau)
8. Knüllwald
9. Konnefeld (zu Morschen)
10. Körle

## L
1. Landefeld (zu Spangenberg)
2. Lanertshausen (zu Frielendorf)
3. Leimbach (zu Willingshausen)
4. Leimsfeld (zu Frielendorf)
5. Lembach (zu Homberg)
6. Lenderscheid (zu Frielendorf)
7. Lendorf (zu Borken)
8. Leuderode (zu Frielendorf)
9. Lichtenhagen (zu Knüllwald)
10. Linsingen (zu Frielendorf)
11. Lischeid (zu Gilserberg)
12. Lobenhausen (zu Körle)
13. Lohne (zu Fritzlar)
14. Lohre (zu Felsberg)
15. Loshausen (zu Willingshausen)
16. Lützelwig (zu Homberg)

## M
1. Maden (zu Gudensberg)
2. Malsfeld
3. Mardorf (zu Homberg)
4. Domäne Marienrode (zu Borken)
5. Melgershausen (zu Felsberg)
6. Melsungen
7. Merzhausen (zu Willingshausen)
8. Metze (zu Niedenstein)
9. Metzebach (zu Spangenberg)
10. Michelsberg (zu Schwalmstadt)
11. Moischeid (zu Gilserberg)
12. Morschen
13. Mörshausen (zu Homberg)
14. Mörshausen (zu Spangenberg)
15. Mosheim (zu Malsfeld)
16. Mühlhausen (zu Homberg)

## N
1. Nassenerfurth (zu Borken)
2. Nausis (zu Knüllwald)
3. Nausis (zu Neukirchen)
4. Nausis (zu Spangenberg)
5. Nenterode (zu Knüllwald)
6. Neuenbrunslar (zu Felsberg)
7. Neuenhain (zu Neuental)
8. Neuental
9. Neukirchen
10. Neumorschen (zu Morschen)
11. Niedenstein
12. Niederbeisheim (zu Knüllwald)
13. Niedergrenzebach (zu Schwalmstadt)
14. Niedermöllrich (zu Wabern)
15. Niederurff (zu Bad Zwesten)
16. Niedervorschütz (zu Felsberg)

## O
1. Oberaula
2. Oberbeisheim (zu Knüllwald)
3. Obergrenzebach (zu Frielendorf)
4. Obermelsungen (zu Melsungen)
5. Obermöllrich (zu Fritzlar)
6. Oberurff-Schiffelborn (zu Bad Zwesten)
7. Obervorschütz (zu Gudensberg)
8. Olberode (zu Oberaula)
9. Ostheim (zu Malsfeld)
10. Ottrau
11. Ottrau-Bahnhof (zu Ottrau)

## P
1. Pfaffenhausen (zu Borken)
2. Pfieffe (zu Spangenberg)

## R
1. Ransbach (zu Willingshausen)
2. Reddingshausen (zu Knüllwald)
3. Relbehausen (zu Homberg)
4. Remsfeld (zu Knüllwald)
5. Rengshausen (zu Knüllwald)
6. Reptich (zu Jesberg)
7. Rhünda (zu Felsberg)
8. Riebelsdorf (zu Neukirchen)
9. Rockshausen (zu Wabern)
10. Rodemann (zu Homberg)
11. Röhrenfurth (zu Melsungen)
12. Hof Röllhausen (zu Schrecksbach)
13. Röllshausen (zu Schrecksbach)
14. Römersberg (zu Neuental)
15. Rommershausen (zu Schwalmstadt)
16. Roppershain (zu Homberg)
17. Rörshain (zu Schwalmstadt)
18. Rothhelmshausen (zu Fritzlar)
19. Rückersfeld (zu Homberg)
20. Rückershausen (zu Neukirchen)

## S
1. Sachsenhausen (zu Gilserberg)
2. Salmshausen (zu Schrecksbach)
3. Schellbach (zu Knüllwald)
4. Schlierbach (zu Neuental)
5. Schnellrode (zu Spangenberg)
6. Schönau (zu Gilserberg)
7. Schönberg (zu Schrecksbach)
8. Schönborn (zu Frielendorf)
9. Schönstein (zu Gilserberg)
10. Schorbach (zu Ottrau)
11. Schrecksbach
12. Schwalmstadt
13. Schwarzenberg (zu Melsungen)
14. Schwarzenborn
15. Sebbeterode (zu Gilserberg)
16. Seigertshausen (zu Neukirchen)
17. Siebertshausen (zu Frielendorf)
18. Singlis (zu Borken)
19. Sipperhausen (zu Malsfeld)
20. Sondheim (zu Homberg)
21. Spangenberg
22. Spieskappel (zu Frielendorf)
23. Steina (zu Willingshausen)
24. Steinatal (zu Willingshausen)
25. Steindorf (zu Homberg)
26. Stockhausen (Wüstung zu Gudensberg)
27. Stolzenbach (zu Borken)
28. Sundhof (zu Felsberg)

## T
1. Todenhausen (zu Frielendorf)
2. Treysa (zu Schwalmstadt)
3. Trockenbach (zu Schrecksbach)
4. Trockenerfurth (zu Borken)
5. Trutzhain (zu Schwalmstadt)

## U
1. Udenborn (zu Wabern)
2. Ungedanken (zu Fritzlar)
3. Unshausen (zu Wabern)
4. Uttershausen (zu Wabern)

## V
1. Verna (zu Frielendorf)
2. Vockerode-Dinkelberg (zu Spangenberg)
3. Völkershain (zu Knüllwald)

## W
1. Wabern
2. Wagenfurth (zu Körle)
3. Wahlshausen (zu Oberaula)
4. Wallenstein (zu Knüllwald)
5. Waltersbrück (zu Neuental)
6. Wasenberg (zu Willingshausen)
7. Waßmuthshausen (zu Homberg)
8. Wegebach (Wüstung zu Schwalmstadt)
9. Wehren (zu Fritzlar)
10. Weidelbach (zu Spangenberg)
11. Weißenborn (zu Ottrau)
12. Welcherod (zu Frielendorf)
13. Welferode (zu Homberg)
14. Wenzigerode (zu Bad Zwesten)
15. Werkel (zu Fritzlar)
16. Wernswig (zu Homberg)
17. Wichdorf (zu Niedenstein)
18. Wichte (zu Morschen)
19. Wiera (zu Schwalmstadt)
20. Willingshausen
21. Wincherode (zu Neukirchen)
22. Winterscheid (zu Gilserberg)
23. Wolfershausen (zu Felsberg)
24. Wollrode (zu Guxhagen)

## Z
1. Zella (zu Willingshausen)
2. Zennern (zu Wabern)
3. Ziegenhain (zu Schwalmstadt)
4. Zimmersrode (zu Neuental)
5. Züschen (zu Fritzlar)

- Karte mit allen verlinkten Seiten:
- OSM |
- WikiMap